# Олар Олена Валеріївна
Олена Валеріївна Олар (нар. 18 червня 1991, Одеса, Україна) — українська акторка театру та кіно.

## Біографія
З 2008 по 2012 роки навчалася у Миколаївському фаховому коледжі культури і мистецтв.
З 2012 по 2017 роки навчалася у Харківському національному університеті мистецтв імені І. П. Котляревського
З 2015 року — акторка в Харківський академічний український драматичний театр імені Тараса Шевченка

## Театральні роботи
- Катеріна в «Приборкані норовливої» В. Шекспіра, режисер — Олег Русов,
- Мег в «Примадонни» Кена Людвіга, режисер — Олександр Аркадін-Школьнік.
- Жасмін в «Аладін», режисер — Олег Русов,
- Женев'єва в «Блез»

## Роботи в кіно
- «17+», 2014, серіал
- «Зустрічна смуга», 2017, серіал
- «Мелодія любові», 2019, фільм
- «Рідня», 2020, серіал
- «Дім чужих таємниць», 2021
- «Я заберу твою родину», 2021
- «Коли ти вийдеш заміж», 2025
- «Відпустка наосліп», 2025, фільм
- «Бісова пательня», 2025, серіал,

Загалом Олена виконала ролі у понад двадцяти проєктах, зокрема чимало епізодичних ролей у фільмах та серіалах.